# Liste der Nummer-eins-Hits in Italien (1976)
Diese Liste der Nummer-eins-Hits basiert auf den Charts des italienischen Musikmagazins Musica e dischi im Jahr 1976. Es gab in diesem Jahr neun Nummer-eins-Singles und sieben Nummer-eins-Alben.

## Singles
| ← 1975 ← | Liste der Nummer-eins-Hits in Italien (M&D) | Liste der Nummer-eins-Hits in Italien (M&D) | Liste der Nummer-eins-Hits in Italien (M&D)                                                          | 1977 → |
| \| Zeitraum \| Wo. ges. \| Interpret \| Titel Autor(en) \| Zusätzliche Informationen \| \| (Zeitraum, Wochen auf Platz eins, Interpret, Titel, Autor[en], zusätzliche Informationen) \| \| \| \| \| \| ----------------------------------------------------------------------------------------- \| -------- \| ------------------ \| ---------------------------------------------------------------------------------------------------- \| ------------------------------------------------------------------------------------------------------------------------------------------------------------------------------------------------------------------------ \| \| 48. Woche 1975 – 1. Woche 1976 6 Wochen \| 6 \| Goblin \| Profondo rosso Massimo Morante, Claudio Simonetti, Fabio Pignatelli, Walter Martino \| Der Titelsong des Dario-Argento-Films Rosso – Farbe des Todes brachte der italienischen Progressive-Rock-Band ihren ersten und einzigen Nummer-eins-Hit ein. \| \| 2.–6. Woche 5 Wochen \| 5 \| Bruno Lauzi \| La tartaruga Bruno Lauzi, Pippo Baudo, Pippo Caruso \| Das Kinderlied fand in der Vorschau der Quizshow Un colpo di fortuna Verwendung.[1] \| \| 7.–13. Woche 7 Wochen \| 7 \| Oliver Onions \| Sandokan Sergio Sollima, Susan Duncan-Smith, Cesare De Natale, Guido De Angelis, Maurizio De Angelis \| Das Lied bildete den Titelsong der Fernsehserie Sandokan – Der Tiger von Malaysia. \| \| 14.–25. Woche 12 Wochen \| 12 \| Lucio Battisti \| Ancora tu Lucio Battisti, Mogol \| – \| \| 26.–27. Woche 2 Wochen \| 2 \| Afric Simone \| Ramaya Afric Simone, Stan Regal \| Der in Frankreich ansässige mosambikanische Musiker konnte einen europäischen Sommerhit landen. \| \| 28.–37. Woche 10 Wochen \| 10 \| Gianni Bella \| Non si può morire dentro Giancarlo Bigazzi, Gianni Bella \| Nach dem Sieg beim Wettbewerb Festivalbar konnte das Lied auch die Spitze der Charts erreichen. \| \| 38.–43. Woche 6 Wochen (insgesamt 9) \| 9 \| Riccardo Cocciante \| Margherita Marco Luberti, Riccardo Cocciante \| – \| \| 44. Woche 1 Woche (insgesamt 2) \| 2 \| The Ritchie Family \| The Best Disco in Town Henri Belolo, Jacques Morali, Phil Hurtt, Richie Rome \| – \| \| 45.–47. Woche 3 Wochen (insgesamt 9) \| 9 \| Riccardo Cocciante \| Margherita Marco Luberti, Riccardo Cocciante \| – \| \| 48. Woche 1 Woche (insgesamt 2) \| 2 \| The Ritchie Family \| The Best Disco in Town Henri Belolo, Jacques Morali, Phil Hurtt, Richie Rome \| – \| \| 49. Woche 1976 – 5. Woche 1977 10 Wochen \| 10 \| Gianni Morandi \| Sei forte papà Stefano Jurgens, Bruno Zambrini \| Das Lied bildete die Schlussmelodie der Fernsehshow Rete Tre, die von Morandi moderiert wurde. Neben ihm sind im Lied auch seine Tochter Marianna Morandi und Andrea Zambrini, der Sohn des Koautors Bruno, zu hören.[2] \| |                                             |                                             | | |
| ← 1975 |                                             |                                             | | → 1977 → |
| Zeitraum | Wo. ges.                                    | Interpret                                   | Titel Autor(en)                                                                                      | Zusätzliche Informationen |
| (Zeitraum, Wochen auf Platz eins, Interpret, Titel, Autor[en], zusätzliche Informationen) |                                             |                                             | | |
| 48. Woche 1975 – 1. Woche 1976 6 Wochen | 6                                           | Goblin                                      | Profondo rosso Massimo Morante, Claudio Simonetti, Fabio Pignatelli, Walter Martino                  | Der Titelsong des Dario-Argento-Films Rosso – Farbe des Todes brachte der italienischen Progressive-Rock-Band ihren ersten und einzigen Nummer-eins-Hit ein.                                                          |
| 2.–6. Woche 5 Wochen | 5                                           | Bruno Lauzi                                 | La tartaruga Bruno Lauzi, Pippo Baudo, Pippo Caruso                                                  | Das Kinderlied fand in der Vorschau der Quizshow Un colpo di fortuna Verwendung. |
| 7.–13. Woche 7 Wochen | 7                                           | Oliver Onions                               | Sandokan Sergio Sollima, Susan Duncan-Smith, Cesare De Natale, Guido De Angelis, Maurizio De Angelis | Das Lied bildete den Titelsong der Fernsehserie Sandokan – Der Tiger von Malaysia. |
| 14.–25. Woche 12 Wochen | 12                                          | Lucio Battisti                              | Ancora tu Lucio Battisti, Mogol                                                                      | – |
| 26.–27. Woche 2 Wochen | 2                                           | Afric Simone                                | Ramaya Afric Simone, Stan Regal                                                                      | Der in Frankreich ansässige mosambikanische Musiker konnte einen europäischen Sommerhit landen. |
| 28.–37. Woche 10 Wochen | 10                                          | Gianni Bella                                | Non si può morire dentro Giancarlo Bigazzi, Gianni Bella                                             | Nach dem Sieg beim Wettbewerb Festivalbar konnte das Lied auch die Spitze der Charts erreichen. |
| 38.–43. Woche 6 Wochen (insgesamt 9) | 9                                           | Riccardo Cocciante                          | Margherita Marco Luberti, Riccardo Cocciante                                                         | – |
| 44. Woche 1 Woche (insgesamt 2) | 2                                           | The Ritchie Family                          | The Best Disco in Town Henri Belolo, Jacques Morali, Phil Hurtt, Richie Rome                         | – |
| 45.–47. Woche 3 Wochen (insgesamt 9) | 9                                           | Riccardo Cocciante                          | Margherita Marco Luberti, Riccardo Cocciante                                                         | – |
| 48. Woche 1 Woche (insgesamt 2) | 2                                           | The Ritchie Family                          | The Best Disco in Town Henri Belolo, Jacques Morali, Phil Hurtt, Richie Rome                         | – |
| 49. Woche 1976 – 5. Woche 1977 10 Wochen | 10                                          | Gianni Morandi                              | Sei forte papà Stefano Jurgens, Bruno Zambrini                                                       | Das Lied bildete die Schlussmelodie der Fernsehshow Rete Tre, die von Morandi moderiert wurde. Neben ihm sind im Lied auch seine Tochter Marianna Morandi und Andrea Zambrini, der Sohn des Koautors Bruno, zu hören. |

## Alben
| ← 1975 ← | Liste der Nummer-eins-Alben in Italien (M&D) | Liste der Nummer-eins-Alben in Italien (M&D) | Liste der Nummer-eins-Alben in Italien (M&D)    | 1977 →                    |
| \| Zeitraum \| Wo. ges. \| Interpret \| Titel \| Zusätzliche Informationen \| \| (Zeitraum, Wochen auf Platz eins, Interpret, Titel, zusätzliche Informationen) \| \| \| \| \| \| ------------------------------------------------------------------------------ \| -------- \| ------------------ \| ----------------------------------------------- \| ------------------------- \| \| 44. Woche 1975 – 2. Woche 1976 11 Wochen (insgesamt 14) \| 14 \| Pink Floyd \| Wish You Were Here \| – \| \| 3. Woche 1 Woche (insgesamt 3) \| 3 \| Antonello Venditti \| Lilly \| – \| \| 4.–5. Woche 2 Wochen \| 2 \| Pink Floyd \| Wish You Were Here \| – \| \| 6.–7. Woche 2 Wochen (insgesamt 3) \| 3 \| Antonello Venditti \| Lilly \| – \| \| 8. Woche 1 Woche (insgesamt 14) \| 14 \| Pink Floyd \| Wish You Were Here \| – \| \| 9.–26. Woche 18 Wochen \| 18 \| Lucio Battisti \| Lucio Battisti la batteria il contrabbasso ecc. \| – \| \| 27.–37. Woche 11 Wochen \| 11 \| Santana \| Amigos \| – \| \| 38.–47. Woche 10 Wochen \| 10 \| Riccardo Cocciante \| Concerto per Margherita \| – \| \| 48.–50. Woche 3 Wochen \| 3 \| The Ritchie Family \| Arabian Nights \| – \| \| 51.–52. Woche 2 Wochen (insgesamt 9) \| 9 \| Donna Summer \| Four Seasons of Love \| – \| |                                              |                                              |                                                 |                           |
| ← 1975 |                                              |                                              |                                                 | → 1977 →                  |
| Zeitraum | Wo. ges.                                     | Interpret                                    | Titel                                           | Zusätzliche Informationen |
| (Zeitraum, Wochen auf Platz eins, Interpret, Titel, zusätzliche Informationen) |                                              |                                              |                                                 |                           |
| 44. Woche 1975 – 2. Woche 1976 11 Wochen (insgesamt 14) | 14                                           | Pink Floyd                                   | Wish You Were Here                              | –                         |
| 3. Woche 1 Woche (insgesamt 3) | 3                                            | Antonello Venditti                           | Lilly                                           | –                         |
| 4.–5. Woche 2 Wochen | 2                                            | Pink Floyd                                   | Wish You Were Here                              | –                         |
| 6.–7. Woche 2 Wochen (insgesamt 3) | 3                                            | Antonello Venditti                           | Lilly                                           | –                         |
| 8. Woche 1 Woche (insgesamt 14) | 14                                           | Pink Floyd                                   | Wish You Were Here                              | –                         |
| 9.–26. Woche 18 Wochen | 18                                           | Lucio Battisti                               | Lucio Battisti la batteria il contrabbasso ecc. | –                         |
| 27.–37. Woche 11 Wochen | 11                                           | Santana                                      | Amigos                                          | –                         |
| 38.–47. Woche 10 Wochen | 10                                           | Riccardo Cocciante                           | Concerto per Margherita                         | –                         |
| 48.–50. Woche 3 Wochen | 3                                            | The Ritchie Family                           | Arabian Nights                                  | –                         |
| 51.–52. Woche 2 Wochen (insgesamt 9) | 9                                            | Donna Summer                                 | Four Seasons of Love                            | –                         |

## Belege
1. ↑  Dettaglio sigla: La tartaruga. In: Tana delle Sigle. Abgerufen am 2. Juli 2015 (italienisch).
2. ↑  Dettaglio sigla: Sei forte papà. In: Tana delle sigle. Abgerufen am 1. Juli 2015 (italienisch).

Siehe auch: Nummer-eins-Hits 1976 in  Australien, Belgien, Deutschland, Finnland, Frankreich, Irland, Japan, Kanada, Neuseeland, den Niederlanden, Norwegen, Österreich, Schweden, der Schweiz, Spanien, den Vereinigten Staaten und im Vereinigten Königreich.